# Sebt El Maârif
Sebt El Maârif (en arabe : سبت المعرف) est une ville du Maroc. Elle est située dans la région de Casablanca-Settat. La petite ville est un souk hebdomadaire qui se tient chaque samedi (sebt en arabe).